# Garevac
Garevac (cyr. Гаревац) – wieś w Bośni i Hercegowinie, w Republice Serbskiej, w gminie Modriča. W 2013 roku liczyła 2993 mieszkańców.